# Valdemiro Santiago
Valdemiro Santiago de Oliveira (Palma, 2 de novembro de 1963), também conhecido como Apóstolo Valdemiro, é um autodeclarado apóstolo, televangelista, empresário, líder religioso, fundador da Igreja Mundial do Poder de Deus, escritor e cantor brasileiro. Valdemiro também é ex-bispo da Igreja Universal do Reino de Deus, denominação cristã evangélica e neopentecostal. O pastor fez parte da mesma até 1998 para que em março do mesmo ano fundasse a Igreja Mundial do Poder de Deus.
Valdemiro Santiago ganhou notoriedade à frente do trabalho evangelístico da Igreja Mundial do Poder de Deus e como televangelista, transmitindo cultos ao vivo em diversas emissoras de rádio e TV, como a Rede 21 e a Rede CNT. Atualmente os cultos realizados pelo Apóstolo Valdemiro, bispos e pastores da Igreja Mundial são transmitidos pela Ideal TV.

## Biografia
Valdemiro Santiago de Oliveira é natural de Cisneiros, distrito de Palma, na Zona da Mata de Minas Gerais, a 400 quilômetros de Belo Horizonte. Estudou até o quinto ano do ensino fundamental. Em 1975, aos 12 anos de idade, Valdemiro perdeu a mãe, teve problemas como o pai e passou por dificuldades na roça.
Aos 16 anos, Santiago converteu-se ao evangelicalismo neopentecostal na Igreja Universal do Reino de Deus.

### Período na Igreja Universal
Valdemiro Santiago foi membro da igreja, em seguida se tornou obreiro, para depois ser pastor e posteriormente foi consagrado a bispo da Igreja Universal chegando a ser bem popular na denominação religiosa.
No ano de 1996, Valdemiro Santiago, na época, bispo da Igreja Universal; sofreu um naufrágio na Baía de Maputo, em Moçambique com uma pequena embarcação. Valdemiro tinha saído junto com outros três navegantes para ir pescar. O barco apresentou um problema e virou, mas não chegou a afundar. Santiago nadou durante oito horas até uma ilha, a cerca de 500 metros de onde estava o barco, para chamar socorro para outros navegantes que também eram pastores da Igreja Universal. Dois homens que teriam nadado até uma outra ilha, porém nunca foram encontrados; o outro sobrevivente teria sido socorrido no mar e recolhido por pescadores na Ilha da Inhaca. A história do acidente marítimo deu origem ao livro Grande Livramento lançado em 2009.
Durante dezoito anos fez parte da Igreja Universal do Reino de Deus e foi desligado do quadro de pastores em 1998 após problemas com a liderança. Alguns dias depois fundou a Igreja Mundial do Poder de Deus, que posteriomente absorveu parte dos membros da Universal.

### Igreja Mundial do Poder de Deus
A Igreja Mundial do Poder de Deus chegou a contar com mais de 2 000 templos espalhados pelo Brasil, sendo a sua maioria no estado de São Paulo e de dimensões modestas, tratando-se na muitas vezes de readaptações de garagens, estacionamentos e pequenos pontos comerciais. Em 2011, Valdemiro inaugurou em Guarulhos, na Região Metropolitana de São Paulo, o megatemplo da Igreja Mundial do Poder de Deus, a Cidade Mundial dos Sonhos de Deus, que está entre os maiores do mundo, com capacidade para 150 mil pessoas em um espaço de 240 mil m². A obra está localizada próximo ao Aeroporto de Guarulhos. No bairro do Brás existe outro mega templo da Igreja Mundial e tem capacidade de receber até 10 mil pessoas. Em Santo Amaro que fica localizado na zona centro-sul do município de São Paulo, a Igreja Mundial tem outro mega templo para 20 mil pessoas, 300 banheiros, 1000 vagas de estacionamento para os fiéis, salas para receber 300 crianças e ar-condicionado central, além de livrarias e café.
Recebeu o título de apóstolo em 23 de dezembro de 2006, pelo bispo Josivaldo Batista e um grupo de bispos da IMPD. Santiago nunca se formou em nenhum curso de teologia nem de oratória. Aproxima-se do povo com um discurso ora popular, ora austero com constantes referências ao seu passado no campo, uma voz rouca e seu inseparável chapéu de boiadeiro Suas concentrações seguem um formato pré-estabelecido caracterizado pela leitura de trechos da Bíblia previamente selecionados, com destaque para a apresentação de supostos milagres durante o transcurso do culto.
Em umas das pregações conheceu Franciléia, com quem se casou em seguida. Atualmente o casal tem duas filhas.

#### Pela rádio e televisão
Em agosto de 2008, a igreja e Santiago ganham notoriedade pela imprensa televisiva após fazerem a parceria com o Grupo Bandeirantes, para transmissão na Rede 21 por 22 horas e outras duas horas produzidas pela rede. Além da Rede 21, em menos de dois anos a programação da igreja passou a ser exibida por outras redes de rádios e televisões brasileiras.
Valdemiro Santiago é proprietário da Rede Mundial, e sócio da Rede Mundial Curitiba de Curitiba, que começou a retransmitir a programação da Igreja Mundial do Poder de Deus em 2017.
Em sua missão de televangelista, Valdemiro Santiago já esteve presente em diversas emissoras de televisão pelo Brasil, em canais como a Rede Bandeirantes, Rede Brasil,CNT, RedeTV!, e Ideal TV no período em que a Loading esteve no ar, os cultos foram transmitidos somente no sinal da parabólica aonde a Ideal TV estava sendo sintonizada. Posteriormente a extinção da Loading, a Ideal TV retorna para TV Aberta transmitindo a programação da Igreja Mundial do Poder de Deus. Valdemiro também já teve espaço em diversas emissoras locais como a TV Passaponte, atual TV Universo no Rio de Janeiro. O SBT foi a única emissora que recebeu uma proposta de arrendamento de horários e recusou o aluguel de R$ 200 milhões de reais anuais.

#### Atentado
No dia 8 de janeiro de 2017, Valdemiro foi vítima de um atentado. Durante o culto da manhã, o pastor sofreu dois golpes com um facão enferrujado no pescoço. O pastor passou por cirurgia, recebendo cerca de vinte pontos.

## Controvérsias
Valdemiro Santiago fundou a Igreja Mundial do Poder de Deus, instituição que hoje tem dívidas em mais de 150 milhões de reais. Contudo, a revista Forbes avaliou a fortuna pessoal de Valdemiro em aproximadamente 220 milhões de dólares.
Valdemiro Santiago é considerado um pregador da teologia da prosperidade. Segundo o pesquisador da área da sociologia da religião, Ricardo Mariano, as crenças e práticas mágico-religiosas da Mundial são uma cópia das aplicadas na Igreja Universal do Reino de Deus, entidade na qual o pastor atuou por 18 anos até ser removido depois de desentendimento com o líder Edir Macedo.

### Prisão por porte de armas
Em 2003, Valdemiro foi preso durante uma blitz em Sorocaba, São Paulo. Ele estava levando consigo uma escopeta, duas carabinas e munição. Mais armas e munição foram apreendidas em sua casa. Valdemiro alegou que as armas eram de caça e estavam sendo levadas para um amigo.

### Acusações de enriquecimento ilícito
A RecordTV e a Folha Universal publicaram uma reportagem denunciando a compra de fazendas na região do pantanal brasileiro, que Santiago teria feito com dinheiro dos fiéis da Mundial. Valdemiro é acusado de desviar os dízimos e as ofertas da instituição, através de filmagens em propriedades adquiridas por ele em nome da IMPD e documentos cartorários contendo sua assinatura e de sua cônjuge, a bispa Franciléia de Oliveira. Também foi acusado de usar irregularmente o passaporte diplomático com a sua esposa.
A Igreja Mundial do Poder de Deus pediu aos fiéis, através de cartas, que se passassem por "enfermos curados, ex-dependentes químicos e aleijados" em nome de um projeto de expansão da igreja, para convencer mais pessoas a contribuírem financeiramente para a aquisição do canal 32 UHF de São Paulo, canal que na época pertencia à então, MTV Brasil, à venda por 500 milhões de reais e serviria para suprir o espaço perdido pela Igreja Mundial do Poder de Deus na grade do Rede Bandeirantes e da Rede 21. O canal 32 era usado para transmitir a programação da MTV Brasil em sinal aberto.

### Acusações de estelionato e arquivamento do inquérito
Em um vídeo publicado no YouTube em maio de 2020, Valdemiro Santiago afirma que a cura da COVID-19 poderia ser obtida através de uma semente de feijão, que é vendida pelo líder religioso por R$ 1 mil a seus fiéis. No vídeo, Valdemiro não apresenta nenhuma comprovação que prove a eficiência da terapia com a semente no combate à doença. O Ministério Público Federal e a Procuradoria da República em Recife pediram no dia 8 de maio que o Ministério Público de São Paulo investigasse o caso e denunciasse o pastor pela prática de estelionato. Segundo a Procuradoria, o pastor estaria usando de influência religiosa para obter vantagem pessoal (ou em benefício da igreja), induzindo vítimas em erro.
O Ministério da Saúde foi intimado pela segunda vez a incluir no seu site um alerta sobre os feijões comercializados pelo pastor da Igreja Mundial do Poder de Deus, Valdemiro Santiago, que prometem curar a COVID-19.
A decisão foi tomada no plantão judiciário após uma nova solicitação do MPF (Ministério Público Federal) e serviu como reforço à ordem liminar da 5ª Vara Cível da Justiça Federal de São Paulo de 27 de outubro. Na altura, a decisão foi emitida no âmbito da ACP (ação civil pública), proposta pela Procuradoria Regional dos Direitos do Cidadão em São Paulo, que integra o MPF.
Em abril de 2022, o Ministério Público solicitou o arquivamento do inquérito contra Valdemiro Santiago, líder da Igreja Mundial do Poder de Deus, após concluir que ele foi vítima de uma acusação falsa. Segundo os promotores, a perícia criminalística constatou que houve "edição fraudulenta" dos vídeos apresentados na denúncia, pois no vídeo original não continham as falas descritas na ação judicial.

## Obras
Livros:
- Milagre Urgente
- O Grande Livramento
- Sê Tu Uma Bênção
- Os Pensamentos de Deus
- Revelação no Altar
- Lágrimas no Deserto
- O Tesouro de Deus
- Viva Esperança
- Os Benditos de Deus
- Os Escolhidos
- Frutos da obediência e da desobediência

Álbuns:
- As Inesquecíveis Canções
- As Inesquecíveis Canções 2